# 本間至恩
本間 至恩（ほんま しおん、2000年8月9日 - ）は、新潟県新潟市出身のプロサッカー選手。Jリーグ・セレッソ大阪所属。ポジションはミッドフィールダー（MF）。

## 来歴

### プロ入り前
小学校5年生の時に新潟市立南中野山小学校から村上市立神納東小学校に転校した。
朝日サッカー少年団を経て、アルビレックス新潟U-15に加入した。2015年、U-15日本代表に選出されてタイ遠征などに参加した。新潟U-18へ昇格し、高校2年時の2017年4月にはトップチームに2種登録された。同年5月31日のルヴァンカップ・グループステージ第7節ヴィッセル神戸戦に途中出場し、クラブ史上最年少で公式戦に初出場した。

### アルビレックス新潟
2018年も継続して2種登録選手としてトップチームに在籍し、同年7月30日にトップチーム昇格内定が発表された。9月15日、第33節のツエーゲン金沢戦でリーグ戦初出場を果たすとアディショナルタイムにチームを救う決勝点を決めて勝利に貢献した。

### クラブ・ブルッヘ
2022年7月8日、ジュピラー・プロ・リーグのクラブ・ブルッヘに移籍することが発表された。7月16日には、クラブ・ブルッヘのセカンドチームであるクリュプNXTに所属することが発表された
。

### 浦和レッズ
2024年7月、浦和レッズに完全移籍で加入した。

### セレッソ大阪
2025年3月、セレッソ大阪に期限付き移籍で加入した。
同年4月12日に行われた鹿島アントラーズ戦で負傷。左橈骨遠位端骨折および左尺骨茎状突起骨折と診断され、同月17日に手術を受けた。この時点で全治までの期間は明らかにされなかった。

## 所属クラブ
- 南万代FC
- 朝日サッカー少年団
- 2013年 - 2015年 アルビレックス新潟U-15（村上市立神納中学校）
- 2016年 - 2018年 アルビレックス新潟U-18（開志学園高等学校[14]）
- 2017年4月 - 2018年  アルビレックス新潟（2種登録選手）
- 2019年 - 2022年7月  アルビレックス新潟
- 2022年7月 - 2024年7月  クラブ・ブルッヘ
  - 2022年7月 - 2023年5月  クリュプNXT（英語版）
- 2024年7月 -  浦和レッズ
  - 2025年3月 -  セレッソ大阪（期限付き移籍）

## 個人成績
| 国内大会個人成績 | 国内大会個人成績 | 国内大会個人成績 | 国内大会個人成績 | 国内大会個人成績 | 国内大会個人成績 | 国内大会個人成績 | 国内大会個人成績 | 国内大会個人成績 | 国内大会個人成績 | 国内大会個人成績 | 国内大会個人成績 |
| 年度             | クラブ           | 背番号           | リーグ           | リーグ戦         | リーグ戦         | リーグ杯         | リーグ杯         | オープン杯       | オープン杯       | 期間通算         | 期間通算         |
| 年度             | クラブ           | 背番号           | リーグ           | 出場             | 得点             | 出場             | 得点             | 出場             | 得点             | 出場             | 得点             |
| 日本             | 日本             | 日本             | 日本             | リーグ戦         | リーグ戦         | リーグ杯         | リーグ杯         | 天皇杯           | 天皇杯           | 期間通算         | 期間通算         |
| ---------------- | ---------------- | ---------------- | ---------------- | ---------------- | ---------------- | ---------------- | ---------------- | ---------------- | ---------------- | ---------------- | ---------------- |
| 2017             | 新潟             | 36               | J1               | 0                | 0                | 1                | 0                | 0                | 0                | 1                | 0                |
| 2018             | 新潟             | 36               | J2               | 1                | 1                | 4                | 0                | 0                | 0                | 5                | 1                |
| 2019             | 新潟             | 20               | J2               | 28               | 3                | -                | -                | 1                | 0                | 29               | 3                |
| 2020             | 新潟             | 10               | J2               | 40               | 7                | -                | -                | -                | -                | 40               | 7                |
| 2021             | 新潟             | 10               | J2               | 32               | 5                | -                | -                | 2                | 1                | 34               | 6                |
| 2022             | 新潟             | 10               | J2               | 22               | 5                | -                | -                | -                | -                | 22               | 5                |
| ベルギー         | ベルギー         | ベルギー         | ベルギー         | リーグ戦         | リーグ戦         | リーグ杯         | リーグ杯         | ベルギー杯       | ベルギー杯       | 期間通算         | 期間通算         |
| 2022-23          | クラブ NXT       | 10               | 1B               | 23               | 4                | -                | -                | -                | -                | 23               | 4                |
| 2022-23          | クラブ・ブルッヘ | 62               | ジュピラー       | 2                | 1                | -                | -                | -                | -                | 2                | 1                |
| 日本             | 日本             | 日本             | 日本             | リーグ戦         | リーグ戦         | リーグ杯         | リーグ杯         | 天皇杯           | 天皇杯           | 期間通算         | 期間通算         |
| 2024             | 浦和             | 19               | J1               | 3                | 0                | -                | -                | -                | -                | 3                | 0                |
| 2025             | 浦和             | 19               | J1               | 0                | 0                | -                | -                | -                | -                | 0                | 0                |
| 2025             | C大阪            | 19               | J1               |                  |                  |                  |                  |                  |                  |                  |                  |
| 通算             | 日本             | 日本             | J1               | 3                | 0                | 1                | 0                | 0                | 0                | 4                | 0                |
| 通算             | 日本             | 日本             | J2               | 123              | 21               | 4                | 0                | 3                | 1                | 130              | 22               |
| 通算             | ベルギー         | ベルギー         | ジュピラー       | 2                | 1                | 0                | 0                | 0                | 0                | 2                | 1                |
| 通算             | ベルギー         | ベルギー         | 1B               | 23               | 4                | 0                | 0                | 0                | 0                | 23               | 4                |
| 総通算           | 総通算           | 総通算           | 総通算           | 151              | 26               | 5                | 0                | 3                | 1                | 159              | 27               |

- 2017年 - 2018年は2種登録選手

出場歴
- 公式戦初出場 - 2017年5月31日 ルヴァン杯グループステージ第7節 ヴィッセル神戸戦（デンカビッグスワンスタジアム）
- Jリーグ初出場・初得点 - 2018年9月15日 J2第33節 ツエーゲン金沢戦（デンカビッグスワンスタジアム）
- J1リーグ初出場 - 2024年7月20日 J1第24節 北海道コンサドーレ札幌戦（埼玉スタジアム2002）

## 代表歴
- U-15日本代表
  - 日本・中央アジアU-15交流大会（2015年)
  - 日本-メコンU-15交流プログラム（2015年）
- U-18日本代表
  - SBSカップ 国際ユースサッカー（2018年）